# Tour Manhattan
Tour Manhattan (zuvor Tour CB18) ist der Name eines Hochhauses im Pariser Vorort Courbevoie in der Bürostadt La Défense. Eröffnet wurde das Hochhaus 1975, womit es zur ersten Generation der Hochhäuser von La Défense zählt. Bei seiner Fertigstellung war der 111 Meter hohe Büroturm der Vierzehnthöchste im Geschäftsviertel La Défense. Es war das erste Hochhaus in La Défense, das eine gebogene Fassade hatte. Das Gebäude verfügt über 32 Etagen und über eine Fläche von etwa 80.000 Quadratmetern. Entworfen wurde das Gebäude von den Architekten Michel Herbert und Michel Proux.
1976 wurde ein Teil des Films Brust oder Keule im Gebäude gedreht.
Der Büroturm ist mit der Métrostation Esplanade de la Défense und dem Bahnhof La Défense an den öffentlichen Nahverkehr im Großraum Paris angebunden.